# Halloween 4
Vous lisez un « bon article » labellisé en 2015.
Pour les articles homonymes, voir Halloween (homonymie).
Série Halloween
Halloween 3 :
Le Sang du sorcier
(1982) Halloween 5 :
La Revanche de Michael Myers
(1989)
Pour plus de détails, voir Fiche technique et Distribution.
Halloween 4 : Le Retour de Michael Myers (Halloween 4: The Return of Michael Myers) est un film d'horreur américain réalisé par Dwight H. Little, sorti en 1988. Il appartient à la série de films Halloween.
Le film met en scène Donald Pleasence dans le rôle du docteur Samuel Loomis, Danielle Harris dans le rôle de Jamie Lloyd, la nièce du psychopathe Michael Myers et Ellie Cornell dans celui de Rachel Carruthers. Le personnage de Laurie Strode, présent dans les précédents opus, n'apparaît pas dans le film car l'actrice Jamie Lee Curtis ne voulait alors plus jouer dans un film d'horreur. Le personnage est donc passé pour mort, bien qu'elle fasse son retour dans le 7e opus, Halloween, 20 ans après.
Après l'échec financier et critique du précédent film qui mettait en scène une histoire inédite, Halloween 4 s'emploie à présenter le retour de Michael Myers, dont l'histoire a été laissée en suspens à la fin d'Halloween 2. Après l'abandon de John Carpenter et Debra Hill, dont le projet n'avait pas été retenu par les studios, c'est le scénariste Alan B. McElroy qui se charge de l'écriture du retour de Michael Myers. 
L'intrigue du film se déroule dix ans après les événements du premier film Halloween : La Nuit des masques. Le psychopathe Michael Myers est dans le coma, toujours sous haute surveillance dans un hôpital psychiatrique fédéral. La nuit où il doit être transféré dans un hôpital d'État, Michael Myers parvient à s'échapper en tuant les infirmiers. Décidé à le rattraper, le docteur Loomis suit une piste jonchée de cadavres qui le conduit tout droit à Haddonfield. Cette même ville où habite Jamie Lloyd, la fille de Laurie Strode et la nièce de Michael Myers, avec sa famille d'adoption, les Carruthers, qui s'apprêtent à fêter Halloween.
Halloween 4 : Le Retour de Michael Myers est un petit succès au box-office ; avec un budget de 5 000 000 de dollars, le film en rapporte 17 768 757 aux États-Unis. Cette performance incitera les producteurs à lancer une suite, Halloween 5 : La Revanche de Michael Myers, l'année suivante.

## Synopsis
Le 30 octobre 1988, dix ans après la terrible nuit d'Halloween au cours de laquelle quatorze personnes ont trouvé la mort, le meurtrier Michael Myers est toujours vivant. Gravement brûlé et plongé dans un coma profond, il doit être transféré le soir même du Ridgemont Federal Sanitarium jusqu'à Smith's Grove, son état ne nécessitant plus un séjour prolongé à l'asile de haute sécurité de Ridgemont. Durant le trajet, il se réveille et parvient à s'évader.
Dans le courant de la nuit, à Haddonfield, chez les Carruthers, Jamie Lloyd, la fille de Laurie Strode, que l'on croit décédée onze mois plus tôt dans un accident de la circulation, fait un affreux cauchemar dans lequel un homme au masque blanc veut la poignarder. Apprenant que l'on a transféré le tueur sans le prévenir, le docteur Samuel Loomis, largement handicapé lors de l'explosion de l'hôpital d'Haddonfield, vient prévenir ses supérieurs du danger que représente Michael. Il est trop tard : l'ambulance de transfert est retrouvée en contrebas d'un pont, et malgré les certitudes de la police (qui affirme que le prisonnier a dû être éjecté lors du choc), Loomis est persuadé que c'est son ancien patient le véritable « accident ». Michael s'est enfui pour continuer l'éradication de sa famille : il compte maintenant tuer sa nièce. Le docteur et l'assassin se retrouvent face à face dans une station-service sur la route d'Haddonfield. Michael vient de tuer un mécanicien (pour lui voler sa combinaison) et la serveuse du restaurant routier, et il s'enfuit au volant d'une dépanneuse en faisant exploser les pompes à carburant, ainsi que la voiture de Loomis, lequel doit rejoindre Haddonfield en auto-stop.
Dans un bazar de la ville, Michael dérobe un masque blanc et fait peur à sa nièce venue acheter un déguisement de clown, mais personne ne comprend exactement ce qu'elle veut dire en parlant de « l'homme du cauchemar ».
À la tombée de la nuit, le Dr Loomis est reçu par le shérif Ben Meeker, lequel reste incrédule. Mais, bien vite, une coupure général des lignes téléphoniques et un passage chez les Carruthers (avec la découverte du cadavre du chien de la maison) confirme les dires de Loomis. Pendant ce temps, Michael tue un électricien en le projetant sur les accumulateurs municipaux, et provoque un court-circuit qui plonge Haddonfield tout entier dans le noir.
Durant la tournée des friandises, Rachel, la fille adolescente des Carruthers, perd la trace de Jamie et se fait poursuivre par Michael. Elle est heureusement trouvée (de même que Jamie) par le docteur et le shérif. De retour au commissariat, les deux hommes tombent sur un carnage : aucun policier présent n'a été épargné. Sur ces affreuses constatations, un groupe d'habitants éméchés (dont certains ont perdu un proche lors du massacre dix ans plus tôt) viennent aux nouvelles, faute d'avoir pu obtenir quiconque au poste de police. Loomis, malgré les protestations du shérif, les avertit de l'évasion de Michael, et les fermiers créent une milice de patrouille dans la ville, fusil à la main, prêts à faire justice eux-mêmes. Ils ne réussissent qu'à abattre un passant innocent.
Loomis, Rachel et Jamie se réfugient chez les Meeker, où se trouvent déjà Kelly, la fille du shérif, et Brady, le petit copain de Rachel ; ils sont bientôt rejoints par Logan, le shérif-adjoint. Enfermé, le groupe s'espère en sécurité : Meeker en profite pour appeler les agents fédéraux via CB, puis s'en va pour empêcher les « miliciens » de tuer un autre innocent. Loomis quitte la maison à son tour pour essayer de trouver Michael qui a profité de l'obscurité pour s'introduire et se cacher à l'intérieur avant que toute issue ne soit complètement close. Il tue l'agent Logan, Kelly puis Brady et poursuit Rachel et Jamie jusque sur le toit. Si Jamie, à l'aide d'un câble, parvient à rejoindre le sol sans trop d'encombres, Rachel, elle, tombe du toit et reste étendue inanimée. Jamie, terrorisée, est rejointe par Loomis qui lui propose d'aller se cacher dans l'école primaire. Mais Michael assomme le docteur, puis manque d'attraper Jamie avant que Rachel, titubante mais en vie, n'arrive à son tour à la rescousse.
En sortant de l'école, les filles sont récupérées par quatre « miliciens » en pick-up, et les hommes, conscients qu'ils ont affaire à un monstre hors du commun, proposent de laisser les fédéraux se charger du tueur et de s'enfuir dans une ville voisine. En route, Michael, resté caché sous la voiture, les tue tous les quatre avant d'être renversé deux fois de suite par Rachel qui a pris le volant. L'invulnérable assassin se relève à nouveau : cette fois, Meeker et les policiers se chargent de lui régler son compte en lui tirant dessus au Magnum et au fusil à pompe. Le tueur s'effondre dans un puits de mine qui s'écroule autour de lui.
De retour chez les Carruthers, tout le monde soupire de soulagement. La terreur a pris fin. Mais un hurlement - celui de Mme Carruthers - retentit dans la salle de bains du premier étage. Loomis se précipite et hurle « Non ! » en dégainant son revolver. Meeker le désarme et reste horrifié par ce qu'il voit, de même que Rachel et M. Carruthers. En haut des escaliers, dans son costume de clown, Jamie tient presque fièrement dans sa main une paire de ciseaux tachée de sang.

## Fiche technique
Sauf indication contraire, les informations mentionnées dans cette section peuvent être confirmées par les bases de données cinématographiques IMDb et Allociné,  présentes dans la section « Liens externes ».
- Titre original : Halloween 4: The Return of Michael Myers
- Titre français et québécois : Halloween 4 : Le Retour de Michael Myers[N 2]
- Réalisation : Dwight H. Little
- Scénario : Alan B. McElroy, d'après une histoire d'Alan B. McElroy, Danny Lipsius, Larry Rattner et Benjamin Ruffner
- Musique : Alan Howarth, avec le thème Halloween de John Carpenter
  - Musiques additionnelles : Danny Kirsic
- Direction artistique : Roger Crandall
- Décors : Nickle Lauritzen
- Costumes : Rosalie Wallace
- Maquillage : Susan Reyes
- Coiffure : Diane F. Memmott
- Photographie : Peter Lyons Collister
- Son : Charles Grenzbach †, Anthony Milch, Richard D. Rogers, John Wilkinson †
- Montage : Curtiss Clayton
- Casting : Paul Bengston et David Cohn
- Production : Paul Freeman
  - Production déléguée : Moustapha Akkad
  - Production associée : Mohammad Sanousi
- Société de production : Trancas International Films
- Sociétés de distribution : Galaxy International Releasing (États-Unis) ; Cineplex Odeon Films (Canada) ;  Sinfonia Films (France)
- Budget : 5 millions de $[1],[2]
- Pays de production :  États-Unis
- Langue originale : anglais
- Format : couleur (DeLuxe) - 35 mm - 1,85:1 (Panavision) - son Ultra Stéréo
- Genre : épouvante-horreur (slasher), thriller
- Durée : 88 minutes
- Dates de sortie[3] :
  - États-Unis : 21 octobre 1988
  - France : 9 mai 1990
- Classification :
  - États-Unis : interdit aux moins de 17 ans (R – Restricted)[N 3]
  - France : interdit aux moins de 12 ans
  - Québec : 13 ans et plus (13+ / 13 years and over)

## Distribution
- Donald Pleasence (VF : Jacques Garcia) : Dr Samuel Loomis
- George P. Wilbur : Michael Myers[N 4]
- Danielle Harris (VF : Isabelle Noérie) : Jamie Lloyd
- Ellie Cornell (VF : Marie-Madeleine Burguet-Le Doze) : Rachel Carruthers
- Beau Starr (VF : Jean-Bernard Guillard) : le shérif Ben Meeker
- Sasha Jenson (VF : Jean-Pascal Quilichini) : Brady
- Michael Pataki (VF : Michel Baumann) : Dr E.W. Hoffman
- Kathleen Kinmont (VF : Gwénola de Luze) : Kelly Meeker
- Carmen Filp (VF : Jo Doumerg) : le révérend Jackson P. Sayer
- Karen Alston (VF : Anne Plumet) : Darlene Carruthers
- Jeff Olsen (VF : Gérard Boucaron) : Richard Carruthers
- Gene Ross (VF : Jo Doumerg) : Earl
- George Sullivan (VF : Bernard Bollet) : l'officier Logan
- Raymond O'Connor (VF : Jo Doumerg) : l'agent de la sécurité de Ridgemont
- Leslie L. Rohland : Lindsey Wallace
- Erik Preston : Michael Myers, enfant
- David Jensen (VF : Bernard Bollet) : Bob, l'infirmier
- Nancy Borgenicht : l'infirmière
- Michael Flynn : l'officier Pierce
- Harlow Marks : l’électricien
- Tom Morga : Michael Myers (pour certaines scènes)

Version française réalisée par GK Garcia Ktorza Productions ; adaptation des dialogues : Frédérique Biehler et Franco Quaglia

## Production

### Développement
Halloween 3 : Le Sang du sorcier, assez mal reçu par la critique et boudé par les fans de Michael Myers. Le film peine donc à faire décoller les chiffres du box-office, contrairement à Halloween 2 qui a plutôt bien marché un an plus tôt. Déçu par le rejet du public, le producteur Moustapha Akkad abandonne alors, pour un temps, l'idée d'une suite, tout comme Dino De Laurentiis dont la compagnie produisit les deux derniers chapitres. Paul Freeman, qui fait alors ses premiers pas dans la production de films, explique au magazine Fangoria que le public ne demande qu'à revoir le tueur d'Halloween à l'écran : 

« Les deux premiers Halloween ont été de gros succès. Et les gens sont sortis du troisième en se demandant où Michael Myers pouvait bien être passé. »

 Il pense donc que le public est alors prêt à payer pour revoir une fois de plus le célèbre croquemitaine au masque blanc. Moustapha Akkad, qui a déjà produit les 3 premiers Halloween et qui détient alors les droits de la franchise, se laisse séduire par le potentiel d'un tel projet. 

« On y a mis le temps mais Moustapha Akkad a cependant repris contact avec moi. Nous avons d'abord discuté des grandes lignes de l'histoire. À partir de là, tout s'est passé très vite. »

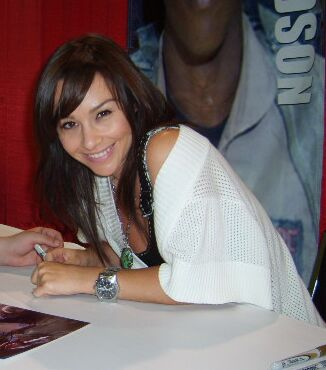
Danielle Harris, interprète de Jamie Lloyd, la nièce de Michael Myers, en 2008.

John Carpenter est alors approché par les deux producteur pour écrire et réaliser le film et Debra Hill pour le superviser. Pour l'écriture du scénario, Carpenter fait appel à l'écrivain Dennis Etchison qui, sous le pseudonyme de Jack Martin, a écrit les novélisations des films Halloween 2 et Halloween 3 : Le Sang du sorcier. Le scénario possède des thèmes surnaturels avec une approche fantomatique du personnage principal. Il s'attarde aussi sur les conséquences qu'ont pu avoir les séries de meurtres sur les habitants d'Haddonfield. Cependant, Akkad refuse le script de Carpenter et d'Etchison, le qualifiant de « trop cérébral » et préfère insister sur le fait que le nouveau Halloween doit ramener Myers comme un tueur psychopathe plus traditionnel. À la suite du refus du scénario, Carpenter abandonne l'idée d'Halloween 4. La production cherche donc à mettre la main sur un autre réalisateur, et c'est Dwight H. Little, un réalisateur spécialisé dans les films d'action, qui est choisi pour la mise en scène.

### Scénario
Le 25 février 1988, le scénariste Alan B. McElroy est engagé pour écrire un nouveau script pour 'Halloween 4. La grève des scénaristes de 1988 force McElroy à développer un concept, écrire une histoire et l'envoyer aux producteurs en moins de onze jours. L'idée initiale est très proche du résultat final présent dans le film. Le psychopathe Michael Myers s'évade de l'hôpital psychiatrique où il résidait depuis dix ans. Il apprend alors qu'il a une nièce, Brittany « Britti » Lloyd, qui réside dans la ville d'Haddonfield avec sa famille d'accueil. Il va alors retrouver et pourchasser la petite fille durant la nuit d'Halloween. Seul le docteur Loomis, qui a miraculeusement survécu à ses blessures, est encore présent pour tenter d'empêcher qu'un nouveau massacre ne soit commis. Le nom de Britti est changé en Jamie, un hommage à l'actrice Jamie Lee Curtis. McElroy déclare au magazine Fangoria : 

« Quand le réalisateur, Dwight Little, m'a demandé d'écrire le script, j'ai sauté sur l'occasion. Je me suis employé à ramener la forme sombre et angoissante qu'est Michael Myers sur le devant de la scène. C'est un morceau de l'histoire, une icône du cinéma. »

Dans le premier jet du script, le shérif Ben Meeker doit être tué lors de l'attaque de Myers dans la maison Meeker. Aussi, un incendie commence dans le sous-sol et brûle toute la maison. La scène sur le toit, avec Myers, Rachel et Jamie, doit être tournée dans un décor où les personnages sont cernés par les flammes. Cependant, l'idée est abandonnée car jugée trop couteuse. McElroy place aussi plusieurs références au film original, comme la présence du personnage de Lindsey Wallace, interprété par Leslie L. Rohland, ou la scène finale qui reprend le premier meurtre de Myers, cette fois commis par la jeune Jamie qui porte par ailleurs un costume de clown similaire à celui que portait son oncle Michael dans l'introduction du premier film.

### Attribution des rôles
Dwight H. Little doit faire face au refus de la comédienne principal de la série, Jamie Lee Curtis, qui refuse de tourner de nouveaux films d'horreur depuis le second volet. Elle demande simplement aux scénaristes de faire mourir son personnage dans un accident de voiture. Seul Donald Pleasence, l'acteur ayant déjà interprété le docteur Loomis dans les deux premiers Halloween, fait son grand retour dans la saga. Il déclare même qu'il ne voyait pas comment Halloween 4 aurait pu être possible sans son personnage.
George P. Wilbur, un cascadeur professionnel, décroche le rôle du bourreau masqué. Pour ce rôle, Wilbur visionne les précédents films de la franchise pour s'imprégner du caractère si particulier du personnage. Néanmoins, Myers est aussi incarné dans quelques scènes par le cascadeur Tom Morga. Morga apparait principalement quand Myers est recouvert de bandelettes. De nouveaux personnages font leur apparition dont celui de Jamie Lloyd, la fille orpheline de Laurie. Plusieurs jeunes actrices auditionnent pour le rôle, dont Melissa Joan Hart. Mais c'est finalement Danielle Harris qui est choisie. Le shérif Ben Meeker est interprété par Beau Starr, et Rachel Carruthers, demi-sœur de Jamie et fille unique de la famille Carruthers (qui a adopté Jamie), est jouée par Ellie Cornell.
Il y a aussi beaucoup de rôles secondaires dans le scénario. Le personnage de Brady, petit ami de Rachel, est interprété par Sasha Jenson, celui de la fille du shérif, autre référence à Halloween : La Nuit des masques, est interprétée par Kathleen Kinmont. Un autre personnage fait son apparition, celui du docteur E. W. Hoffman, qui ne croit pas à la menace que représente Myers, dont le rôle est attribué à Michael Pataki.

### Tournage

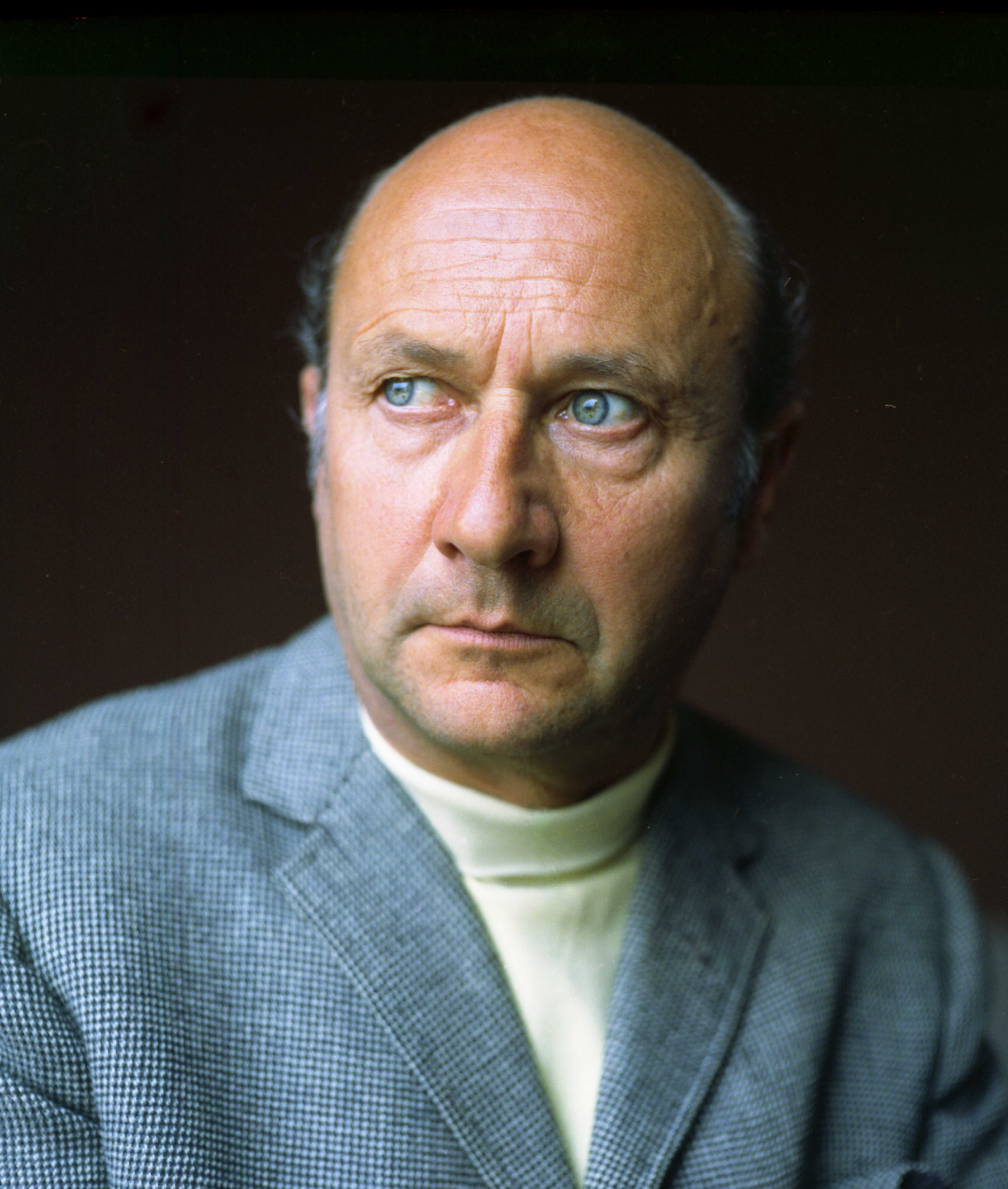
Donald Pleasence, interprète du Dr Samuel Loomis, en 1974.

Le tournage débute le 11 avril 1988 à Salt Lake City dans l'Utah. En raison de coûts élevés, le film n'est pas tourné à Pasadena, en Californie, contrairement aux deux premiers films. Étant donné que le tournage se déroule au printemps, les membres de la production sont contraints de peindre des courges en orange pour les faire ressembler à des citrouilles. Sur le tournage, au cours de la plupart des scènes de nuit, Donald Pleasence porte alors un chapeau pour se protéger du froid, à l'insu de l'équipe. Cette situation provoque plus de six heures de tournage supplémentaires.
Le réalisateur, Dwight H. Little, déclare « Un des plus gros défis du film est de mettre en scène un quatrième Halloween pour un public contemporain avec des thèmes et des personnages connus de tous. J'essaie de capturer l'ambiance du film original et en même temps d'ajouter de nouveaux éléments à l'histoire. Nous voulions faire un film plus traditionnel, ce genre de films que l'on va voir avec sa petite amie. »
Le tournage dure environ 41 jours et les deux actrices principales, Ellie Cornell et Danielle Harris, doivent être sur le plateau pour 36 jours. Lors de la scène où Jamie et Rachel fuient Myers sur le toit de la maison des Meeker, l’actrice interprétant Rachel, Ellie Cornell, se blesse avec un clou dépassant d'une ardoise. Après une visite à l'hôpital le plus proche, elle finira de tourner la scène avec un bandage. Le masque de Michael Myers doit être réalisé à partir du masque du capitaine Kirk, comme pour le premier film, mais celui-ci est introuvable. La production décide de fabriquer un masque original, mais le premier essai, avec des cheveux blonds, parait trop vieux et un nouveau masque, avec des cheveux bruns, est alors créé pour le film. Néanmoins, on peut encore apercevoir le premier masque lors de la scène où Michael jette le docteur Loomis par la fenêtre à l'école.
George P. Wilbur, qui reprend le rôle de Michael Myers, portait des épaulières de hockey sous son costume pour sembler plus imposant; lui et le reste de l'équipe s'assurèrent aussi que Danielle Harris, alors une jeune enfant, ne soie pas trop terrifiée durant le tournage. À cet effet, Wilbur retirait fréquemment son masque devant elle pour lui rappeler que ce n'était qu'un film et qu'il n'allait pas lui faire du mal.
La réalisation du film s'écarte du mode opératoire des trois premiers Halloween. Ceux-ci ont un style très européen qui privilégie le suspense et la tension ; le style d'Halloween 4, plus américain, est radicalement différent car il se concentre davantage sur l'action. Pour les décors du film, Dwight H. Little réalise beaucoup de recherche sur la fête d'Halloween, notamment pour les décorations de la séquence d'ouverture.
Lors du visionnage du film, dans son montage provisoire, Moustapha Akkad et Dwight H. Little trouvent la violence beaucoup trop « mollassonne », voir inexistante. Ils font alors appel à John Carl Buechler, travaillant dans les effets spéciaux, pour réaliser quelques plans gores afin de les insérer au montage du film pour un meilleur résultat sans pour autant aller trop loin dans la surenchère pour ne pas se mettre la commission de classification américaine à dos.
Le film est finalement classé « R - Restricted » lors de sa sortie aux États-Unis, ce qui signifie qu'une personne de moins de 17 ans doit être obligatoirement accompagnée d'un adulte. En France, le film est interdit aux moins de 12 ans par le centre national de la cinématographie. Au Québec, le film est classé 13 +, ce qui signifie qu'un enfant de moins de 13 ans ne peut visionner le film sauf s'il est accompagné d'un adulte.

### Musique
Comme pour les deux derniers Halloween, la musique est composée par Alan Howarth. Le compositeur reçoit l'approbation de Dwight H. Little pour la création d'une nouvelle partition avec du synthétiseur. Howarth s'emploie à créer de nouveaux morceaux comme Jamie's Nightmare, Return of the Shape ou encore Police Station. La bande originale sort aux États-Unis le 28 septembre 1988. Une version longue de la bande originale sort, quant à elle, le 11 octobre 2011 dévoilant des pistes supplémentaires et rallongées.

## Accueil

### Accueil critique
Globalement, le film est assez bien reçu lors de sa sortie. Dans sa critique datant de mai 1990, Marc Toullec, journaliste de Mad Movies, souligne le fait que « les personnages, avec des réactions très crédibles, sont très loin de l'incarnation des clichés qu'on peut trouver habituellement sur d'autres films. Comme au bon vieux temps des premiers psycho-killer où les adolescents fornicateurs pâtissaient du courroux du tueur ». Emmanuel Denis, du site Devil Dead, estime que « le film est un slasher convenable, n'ayant pas d'autre prétention que d'offrir un divertissement horrifique honnête aux amateurs de ce genre ». Pour Dany Champagne, du site Horreur-Web, Halloween 4 est « une suite de grande qualité ». Felix Vasquez Jr., du Cinema Crazed, trouve que « même s'il n'est pas le meilleur de la série, il reste un film d'horreur divertissant ». Le magazine TV Guide déclare que « Halloween 4 est la meilleure suite du film de Carpenter ».
Néanmoins, le film reçoit une note de 43 % pour 5 critiques sur Metacritic, qui indique des avis mitigés ; sur Rotten Tomatoes il obtient un score de 39 % sur une base de 31 avis. Pour Variety, « le film manque cruellement d'innovation et de talent », pour Caryn James, du New York Times, Halloween 4 n'est pas la suite que les fans méritaient d'avoir. Derek Adams, de Time Out, trouve le scénario du film mauvais. Pour Richard Harrington, du Washington Post, « Halloween 4 n'est qu'une imitation bas de gamme du film original ».

### Box-office
Lors de sa sortie en 1988, Halloween 4 rencontre un accueil plutôt favorable, restant en tête du box-office américain durant deux semaines, même s’il n'atteint pas les résultats obtenus par d'autres films d'horreur de la même époque. Le film rapporte 6 831 250 $ pour son premier week-end d'exploitation, ce qui en fait le cinquième démarrage sur la totalité des films de la saga. Au total, c'est 17 768 757 $ qui sont rapportés aux États-Unis. En France, le film sort en mai 1990, soit deux ans après sa sortie américaine. Pour sa sortie, il passe quasiment inaperçu car il réalise un total de 46 850 entrées avec seulement 12 262 entrées pour la ville de Paris et ses alentours. A titre de comparaison, c'est beaucoup moins que les 257 507 entrées que totalise le film L'Enfant du cauchemar, sorti la même année en France.
| Pays       | Box-office           |
| ---------- | -------------------- |
| États-Unis | 17 768 757 $         |
| France     | 46 850 entrées       |
| Mondial    | Plus de 17 768 757 $ |

## Distinctions
Halloween 4 est nommé pour deux Saturn Awards par l'Academy of Science Fiction, Fantasy and Horror Films dans les catégories du meilleur film d'horreur et du meilleur scénario pour Alan B. McElroy en 1990.

## Exploitation

### Éditions en vidéo
- Aux États-Unis, le film sort en VHS en 18 mai 1989[42] dans les vidéos clubs par CBS/FOX Video avant de sortir dans le commerce en octobre 1989[42], date qui coïncide avec la sortie américaine d'Halloween 5. Le film sort aussi au format Laserdisc dans les années 1990, toujours édité par CBS/FOX Video[43]. La 11 août 1998, l'éditeur Anchor Bay ressort le film en VHS dans deux formats, l'une dans son format d'origine et l'autre recadré au format 4/3 pour correspondre aux téléviseurs de l'époque[42]. Halloween 4 sort pour la première fois en DVD en 1999, toujours édité par Anchor Bay[44] Le 9 octobre 2001, le film ressort en DVD dans une édition simple et une édition limitée avec un boitier en métal[42]. L'éditeur ressort ensuite le film dans une édition spéciale le 25 juillet 2006[45]. Cette nouvelle édition comprend une nouvelle remastérisation de l'image ainsi que des suppléments inédits[44]. Il ressort en DVD le 14 octobre 2008 dans un coffret célébrant le 35e anniversaire du premier film[46]. Le coffret contient Halloween : La Nuit des masques dans deux montages différents, Halloween 4, Halloween 5, un disque de supplément et une réplique du masque de Michael Myers[46]. En 2010, le film ressort une ultime fois en DVD dans une édition double disque avec sa suite Halloween 5[47]. Halloween 4 sort pour la première fois en Blu-ray le 21 août 2012[48]. Il ressort en coffret avec l'intégrale de la saga Halloween le 23 septembre 2014 dans deux éditions distinctes, une version simple[49] et une version limitée avec des suppléments inédits et plusieurs montages alternatifs pour certains films[50].
- En France, le film sort d'abord en VHS dans les vidéos clubs chez l'éditeur Zeed Production fin 1990 avant de sortir un peu plus tard dans le commerce chez l'éditeur Fil à film[51]. En 1992, l'éditeur ressort le film dans la collection Au-delà du réel[52]. Halloween 4 est l'un des deux seuls films de la franchise à avoir eu droit à une sortie au format Laserdisc en France, toujours chez l'éditeur Fil à film, dans les années 1990[53]. En 1999, l'éditeur Opening Edition profite de la ressortie du film original sur grand écran pour ressortir le film original et ses quatre suites en vidéo. Ainsi, Halloween 4 ressort dans une toute nouvelle édition VHS avant d'être édité plus tard dans un coffret regroupant les cinq premiers films, en VHS et pour la première fois en DVD, le 25 octobre 2000[54]. Le coffret DVD ressort en 2001 par le biais du distributeur DVDY Films qui se charge de distribué le catalogue de l'éditeur Opening[55]. Le film ressort plus tard séparément toujours distribué par DVDY Films puis repris par Opening le 5 octobre 2006[56]. Il est aussi édité dans la collection Les plus grands films d'angoisse, distribuée par M6 Interactions en 2004[57]. Halloween 4 ressort ensuite en coffret avec Halloween 5 le 12 avril 2007[58]. En 2011, l'éditeur Pathé Distribution rachète les droits des cinq premiers films et ressort un coffret avec les cinq premiers chapitres de la saga en DVD qui sort le 26 octobre 2011[59] puis réédité le 3 octobre 2012[60].

### Produits dérivés
Le film est adapté en roman par Nicholas Grabowsky en octobre 1988 sous le label Lorevan Publishing. Dotée de 224 pages, la novélisation raconte les événements du film avec quelques nouvelles scènes. Le livre ressort le 25 septembre 2003 avec du contenu supplémentaire et une nouvelle couverture dans une édition limitée Halloween IV: The Special Limited Edition, publié chez  BookSurge Publishing. La novélisation n’a jamais été traduite en français.

## Suite
À peine quelques mois après la sortie du film, Moustapha Akkad, producteur de la série, s'empresse de mettre en chantier un cinquième volet pour profiter du succès d'Halloween 4. Le but est de sortir le film pour octobre 1989, un an après la sortie du 4e. Pour respecter de tels délais, la production du film commence alors que le scénario n'est pas complètement achevé. Un réalisateur peu connu et assez novice est choisi pour le mettre en scène, Dominique Othenin-Girard. Ce manque d'expérience et les trop courts délais de production nuiront à la qualité du projet, comme le souligne plus tard le producteur dans le documentaire Halloween : 25 ans de terreur. Halloween 5 : La Revanche de Michael Myers ne parvient pas à atteindre les recettes de son prédécesseur, rapportant seulement 11 642 254 dollars au box-office. Dans plusieurs pays, le film sort directement en vidéo. En France, il bénéficiera tout de même d'une sortie limitée avant d'être édité en vidéo.